# Raisa Musina
Raisa Aleksandrovna Musina (in russo Раиса Александровна Мусина?; Mosca, 31 marzo 1998) è una cestista russa.

## Carriera
È stata selezionata dalle Phoenix Mercury al secondo giro del Draft WNBA 2018 (21ª scelta assoluta).
Con la Russia ha disputato tre edizioni dei Campionati europei (2017, 2019, 2021).